# 金山久松
金山 久松（かなやま ひさまつ、1875年（明治8年）1月10日 - 1955年（昭和30年）1月16日）は、大日本帝国陸軍軍人。最終階級は陸軍中将。功四級

## 経歴
1875年（明治8年）に富山県で生まれた。陸軍士官学校第8期、陸軍大学校第19期卒業。同校卒業後は野砲兵第9連隊附、対馬警備隊司令部参謀、陸軍大学校兵学教官、陸軍野戦砲兵射撃学校教導大隊長兼教官、陸軍技術審査部議員、陸軍歩兵学校研究部員等を歴任した。1917年（大正6年）8月に陸軍砲兵大佐に進級し、野砲兵第24連隊長に就任した。1919年（大正8年）に第9師団参謀長に転じ、1920年（大正9年）に参謀本部要塞課長に就任。1921年（大正10年）6月3日には陸軍技術会議議員となる。
同年7月20日に陸軍少将に進級し、野砲兵第1旅団長に就任した。1922年（大正11年）に野戦重砲兵第4旅団長、1923年（大正12年）に陸軍野戦砲兵学校長を歴任。1926年（大正15年）3月2日に陸軍中将に進級し、砲兵監に就任、欧州・青島出張を命じられた。1928年（昭和3年）3月8日に第12師団長に親補され、1930年（昭和5年）8月1日に待命、8月29日に予備役に編入された。1938年（昭和13年）4月1日に後備役に編入された。
1947年（昭和22年）11月28日、公職追放仮指定を受けた。

## 栄典
勲章等
- 1940年（昭和15年）8月15日 - 紀元二千六百年祝典記念章[8]